# Lieja-Bastoña-Lieja Femenina 2020
La 4.ª edición del Lieja-Bastoña-Lieja Femenina (oficialmente: Liège-Bastogne-Liège Femmes) se celebró el 4 de octubre de 2020 sobre un recorrido de 135 km con inicio en la ciudad de Bastoña y final en la ciudad de Lieja en Bélgica.
La carrera hizo parte del UCI WorldTour Femenino 2020 como competencia de categoría 1.WWT del calendario ciclístico de máximo nivel mundial siendo la séptima carrera de dicho circuito y fue ganada por la ciclista británica Elizabeth Deignan del equipo Trek-Segafredo. El podio lo completaron la ciclista australiana Grace Brown del equipo Mitchelton Scott y la neerlandesa Ellen van Dijk del mismo equipo que la vencedora.

## Recorrido
El recorrido incluyó 5 cotas, las cuales se indican a continuación:
| N.º | Nombre                       | km    | Longitud (m) | Pendiente media | km a la llegada |
| --- | ---------------------------- | ----- | ------------ | --------------- | --------------- |
| 1   | Côte de Wanne                | 56,5  | 2 800        | 7,4 %           | 80              |
| 2   | Côte de la Haute-Levée       | 66    | 3 600        | 5,6 %           | 90,5            |
| 3   | Côte de la Vecquée           | 90    | 3 100        | 6,4 %           | 48,5            |
| 4   | Côte de La Redoute           | 105,5 | 2 000        | 8,9 %           | 31,0            |
| 5   | Côte de la Roche aux faucons | 121,5 | 1 300        | 11 %            | 15,0            |

## Equipos
Tomaron parte en la carrera un total de 24 equipos invitados por la organización, 8 de ellos de categoría UCI World Team ellos y 16 de categoría UCI Women's continental teams, quienes conformaron un pelotón de 137 ciclistas de las cuales terminaron 56. Los equipos participantes fueron:
| translation for headoftableIII_translate index 58 not found (8)- Alé BTC Ljubljana - Canyon-SRAM Racing - FDJ-Nouvelle Aquitaine-Futuroscope - Mitchelton-Scott - Movistar Team - Sunweb Women - Trek-Segafredo - CCC-Liv UCI Women's continental teams (8)- Boels Dolmans - Ceratizit-WNT Pro Cycling - Charente-Maritime Women Cycling - Ciclotel - Cogeas Mettler Look - Paule Ka - Arkéa Pro Cycling Team - Tibco-Silicon Valley Bank Unknown team category (8)- Aromitalia Vaiano - Astana Women's - Chevalmeire - Doltcini-Van Eyck Sport - Hitec Products - Lotto Soudal Ladies - Parkhotel Valkenburg-Destil - Valcar-Travel & Service |
| |

## Clasificaciones finales
Las clasificaciones finalizaron de la siguiente forma:

### Clasificación general
| \| Clasificación general \| Clasificación general \| Clasificación general \| Clasificación general \| Clasificación general \| \| Ciclista \| Ciclista \| Equipo \| Tiempo \| \| \| --------------------- \| --------------------- \| --------------------- \| --------------------- \| --------------------- \| \| 1.ª \| Lizzie Deignan \| Trek-Segafredo \| 3 h 29 min 48 s \| \| \| 2.ª \| Grace Brown \| Mitchelton-Scott \| + 9 s \| \| \| 3.ª \| Ellen van Dijk \| Trek-Segafredo \| + 2 min 19 s \| \| \| 4.ª \| Marianne Vos \| CCC-Liv \| + 2 min 19 s \| \| \| 5.ª \| Amy Pieters \| Boels Dolmans \| + 2 min 19 s \| \| \| 6.ª \| Hannah Barnes \| Canyon-SRAM Racing \| + 2 min 21 s \| \| \| 7.ª \| Marlen Reusser \| Paule Ka \| + 2 min 21 s \| \| \| 8.ª \| Juliette Labous \| Sunweb \| + 2 min 21 s \| \| \| 9.ª \| Katrine Aalerud \| Movistar Team \| + 2 min 26 s \| \| \| 10.ª \| Liane Lippert \| Sunweb \| + 3 min 27 s \| \| |                 |                    |                 |
| |                 |                    |                 |
| Fuente: ProCyclingStats |                 |                    |                 |
| Clasificación general |                 |                    |                 |
| Ciclista | Ciclista        | Equipo             | Tiempo          |
| 1.ª | Lizzie Deignan  | Trek-Segafredo     | 3 h 29 min 48 s |
| 2.ª | Grace Brown     | Mitchelton-Scott   | + 9 s           |
| 3.ª | Ellen van Dijk  | Trek-Segafredo     | + 2 min 19 s    |
| 4.ª | Marianne Vos    | CCC-Liv            | + 2 min 19 s    |
| 5.ª | Amy Pieters     | Boels Dolmans      | + 2 min 19 s    |
| 6.ª | Hannah Barnes   | Canyon-SRAM Racing | + 2 min 21 s    |
| 7.ª | Marlen Reusser  | Paule Ka           | + 2 min 21 s    |
| 8.ª | Juliette Labous | Sunweb             | + 2 min 21 s    |
| 9.ª | Katrine Aalerud | Movistar Team      | + 2 min 26 s    |
| 10.ª | Liane Lippert   | Sunweb             | + 3 min 27 s    |

## Ciclistas participantes y posiciones finales
Convenciones:
- AB-N: Abandono en la etapa N
- FLT-N: Retiro por llegada fuera del límite de tiempo en la etapa N
- NTS-N: No tomó la salida para la etapa N
- DES-N: Descalificado o expulsado en la etapa N

## UCI WorldTour Femenino
La Lieja-Bastoña-Lieja Femenina otorgó puntos para el UCI World Ranking Femenino y el UCI WorldTour Femenino para corredoras de los equipos en las categorías UCI Team Femenino. Las siguientes tablas muestran el baremo de puntuación y las 10 corredoras que obtuvieron más puntos:
| Posición   | 1.ª | 2.ª | 3.ª | 4.ª | 5.ª | 6.ª | 7.ª | 8.ª | 9.ª | 10.ª | 11.ª | 12.ª | 13.ª | 14.ª | 15.ª | 16.ª-20.ª | 21.ª-30.ª | 31.ª-40.ª |
| Puntuación | 400 | 320 | 260 | 220 | 180 | 140 | 120 | 100 | 80  | 68   | 56   | 48   | 40   | 32   | 28   | 24        | 16        | 8         |

| Clasificación |                   |                    |        |
| Posición      | Ciclista          | Equipo             | Puntos |
| ------------- | ----------------- | ------------------ | ------ |
| 1.ª           | Elizabeth Deignan | Trek-Segafredo     | 400    |
| 2.ª           | Grace Brown       | Mitchelton Scott   | 320    |
| 3.ª           | Ellen van Dijk    | Trek-Segafredo     | 260    |
| 4.ª           | Marianne Vos      | CCC-Liv            | 220    |
| 5.ª           | Amy Pieters       | Boels Dolmans      | 180    |
| 6.ª           | Hannah Barnes     | Canyon SRAM Racing | 140    |
| 7.ª           | Marlen Reusser    | Paule Ka           | 120    |
| 8.ª           | Juliette Labous   | Sunweb             | 100    |
| 9.ª           | Katrine Aalerud   | Movistar           | 80     |
| 10.ª          | Liane Lippert     | Sunweb             | 68     |